# 1호 열차
1호 열차는 북한 통치자의 전용열차를 말한다.

## 역사
김일성 주석은 1958년과 1964년 두 차례 베트남을 방문하면서 평양에서 중국으로 열차로 이동한 뒤 중국에서 항공기를 타고 베트남으로 갔다. 1958년 열차를 타고 중국에서 광저우까지 갔다가, 광저우에서 하노이까지는 당시 중국 총리의 전용기를 타고 갔다.
김정일 위원장이 생전에 탔던 '1호 열차'(DF-0001)는 짙은 녹색 바탕에 창문 아래로 노란색 줄무늬가 그어져 있었다. 김정일 위원장의 열차는 현재 평양 금수산태양궁전 유품관에 전시돼 있다.
2018년 3월 방중 당시 김정은 위원장이 탄 것으로 추정된 특별열차의 번호판은 'DF-0002'였다. 2019년 북미정상회담에도 이 열차를 탄 것으로 추정된다.
방탄, 방폭 기능에 82mm 박격포 등으로 무장하고 있고, 위급시 사용할 수 있도록 방탄 차량도 싣고 다닌다. 안전 문제로 열차 속도도 최대 시속 60 km 정도로만 운행한다.
DF-0001, DF-0002의 DF는 중국의 DF 열차로 보인다. 정확하게 어떤 모델인지는 맨 앞의 기관차의 외양으 보면 알 수 있다. 북한은 중국에서 중고 DF 열차를 많이, 여러번에 걸쳐 수입했다. en:China Railways DFH mainline locomotives, en:China Railway DF4, en:China Railway DF5 등을 중고로 수입했는데, 1호 열차가 어떤 모델인지는 불분명하다. 평양에서 특수제작되었다고 하는데, 중고로 수입해서 보강한 것으로 추측된다. 평양에는 김종태전기기관차연합기업소가 있는데, 디젤 기관차도 생산하는 공장이다.

## 같이 보기
- 김종태전기기관차연합기업소